# نارپ
نارپ، مرکز دهستان نارپ و روستایی از توابع بخش نگار شهرستان بردسیر در استان کرمان ایران است.

## ویژگی ها
فاصله این روستا تا بردسیر 26 و تا مرکز استان 90 کیلومتر می باشد. اقتصاد مردم این منطقه بر پایه کشاورزی و دامداری می باشد.
روستای نارپ قدمت چند صد ساله دارد. نام اولیه این روستا نار بوده که به معنای آتش و خود نارپ به معنای اذرخش است البته روستای نارپ از منظور پرانار آمده و آثار باستانی بسیاری در این روستا وجود دارد و این نشان میدهد قدمت این روستا به زمانی بر میگردد که بسیاری از مردم ایران زرتشتی بودند .

## جمعیت
این روستا در دهستان مشیز قرار دارد و براساس سرشماری مرکز آمار ایران در سال 1399، جمعیت آن852 نفر (182
خانوار) بوده‌است.